# SignWriting
SignWriting is een notatiesysteem voor gebarentalen, waarmee het vertelde getranscribeerd kan worden. In Vlaanderen is onder andere het Woordenboek Vlaamse Gebarentaal gebaseerd op SignWriting.

## Ontstaan
SignWriting werd uitgedacht door Valerie Sutton en het Deaf Action Comittee (DAC) in 1974. De choreografe Sutton had twee jaar daarvoor reeds DanceWriting ontwikkeld, waarmee ze haar dansen kon neerschrijven.
Toen Sutton deze DanceWriting onderwees aan het Koninklijk Deens Ballet, werd de aandacht geprikkeld van Lars von der Lieth die aan de Universiteit van Kopenhagen onderzoek naar gebarentalen deed. Sutton was geïnteresseerd en ontwikkelde SignWriting uit DanceWriting.

## Over de Engelse naam
In het Duits vertaalt men SignWriting als GebärdenSchrift, wat je zou kunnen vertalen als gebarenschrift. Deze term wordt echter in Vlaanderen en Nederland anno 2024 door niemand gebruikt.
In Vlaanderen wordt SignWriting onderwezen op dovenscholen, in Nederland wordt dit alleen onderwezen bij specialisatie Nederlandse Gebarentaal van Algemene Taalwetenschappen aan Universiteit van Amsterdam. Hierdoor verschilt de bekendheid van signwriting tussen Nederland en Vlaanderen.